# Critica del giudizio
La Critica del giudizio (in tedesco: Kritik der Urteilskraft, talvolta abbreviata: KdU) è un'opera di Immanuel Kant pubblicata nel 1790, nella quale il filosofo conduce un'analisi "critica" della facoltà di giudizio di tipo "estetico". L'analisi anticipò temi e modi di sentire fatti propri, di lì a poco, non senza fraintendimenti interpretativi, dai maggiori esponenti del Romanticismo e dell'Idealismo, configurandosi quindi come ponte ideale tra le teorie estetiche del XVIII secolo (di Alexander Gottlieb Baumgarten, Edmund Burke, David Hume, Charles Batteux), citate nell'opera stessa, e quelle successive alla filosofia kantiana.

## Il problema
Dopo aver terminato la Critica della ragion pura, pubblicata in due edizioni nel 1781 e nel 1787, Kant conclude nel 1788 la Critica della ragion pratica. Nel 1790 egli, come scrive nella Prefazione alla Critica del giudizio, sente la necessità di scrivere una terza Critica per completare quello che chiama il "sistema della critica". Nella stessa Prefazione Kant osserva che se vi sono tre Critiche, vi sono però solo due parti della Metafisica, la quale si occupa infatti di due oggetti soltanto: la natura e la morale. Per questo motivo Kant scrive i Primi principi metafisici della scienza della natura nel 1786 e l'Opus postumum, e ad essi affianca la Metafisica dei costumi nel 1797. Non vi è però nessuna parte della metafisica che corrisponda alla Critica del giudizio.
Nella Critica della ragion pura Kant aveva trattato della giustificazione dei giudizi scientifici, ridando fondamento teorico al rapporto di causa-effetto in virtù del quale la natura si presentava determinata secondo necessità (vigendo «il dominio del concetto della natura, o il sensibile»). L'uomo quindi, quando agisce nella natura, è sottoposto alla necessità delle leggi causali.
Lo stesso uomo però nella Critica della ragion pratica quando agisce moralmente tende ad acquisire una sempre maggior libertà (vigendo qui «il dominio del concetto della libertà, o il soprasensibile»).
Come e dove si conciliano nell'uomo questi due aspetti contrapposti di necessità e libertà? Questo è il problema da risolvere affidato alla Critica del giudizio.
(I. Kant, La Critica del giudizio, Bari 1964)

## Il giudizio riflettente

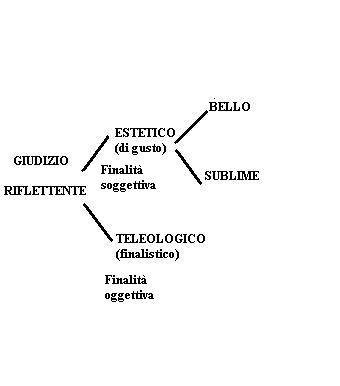
Il giudizio riflettente

L'accordo tra il mondo della necessità naturale e quello della libertà viene dunque trovato da Kant in ciò che egli chiama "giudizio riflettente".
A differenza del giudizio "determinante" (o giudizio sintetico a priori) che il soggetto metteva in atto per conoscere gli oggetti attraverso le dodici categorie dell'intelletto, il termine "riflettente" sta adesso ad indicare che il soggetto "riflette" come uno specchio la realtà interiore su quella esterna.
Nei giudizi determinanti della ragione teoretica (studiati nella Critica della ragion pura), "conoscere" significava collegare un oggetto ad un altro (unendo linguisticamente un predicato a un soggetto), ponendo ad esempio in relazione a con b; nel giudizio riflettente, invece, conoscere significa collegare a con s, cioè con sé stessi, attribuendo ad a una finalità o uno scopo che portiamo dentro di noi. Ciò significa che l'autore di quel collegamento ora è coinvolto nel giudizio stesso che egli dà.
In questo caso la ragione non è più sottoposta alla necessità delle leggi conoscitive di causa-effetto, ma è libera nel formulare i propri legami associativi, e vive perciò la dimensione dell'assoluto che era preclusa invece alla pura ragione. La libertà, che nella ragion pratica era un postulato verso cui tendeva l'agire etico dell'uomo, ora non è più solo un ideale da raggiungere ma una realtà.
Il giudizio riflettente quindi serve: 
- a stabilire un ponte tra il mondo naturale (necessità) e il mondo della libertà (rivelato dalla volontà morale);
- a dare la risposta alla domanda: qual è il fine della natura? Che senso ha il mondo che mi circonda?

### Il giudizio estetico
In tal senso il giudizio riflettente si esprime:
- nel giudizio estetico che è soggettivo poiché si basa sul sentimento del bello

- nel giudizio teleologico (o relativo al fine), su cui si veda più avanti

#### Il bello
Come già visto nella critica della ragion pura, anche in quest'opera Kant compie una rivoluzione copernicana: il bello non è una qualità oggettiva (propria) delle cose, non esistono oggetti belli di per sé, ma è l'uomo ad attribuire tale caratteristica agli oggetti. Il giudizio estetico basato sul sentimento del bello è quello con cui noi avvertiamo la bellezza e l'armonia di un'opera o di un paesaggio realizzando un accordo tra l'oggetto sensibile (ciò che percepiamo e su cui "riflettiamo", "rispecchiamo" all'esterno il nostro sentimento del bello) e l'esigenza di libertà (ciò che noi liberamente sentiamo).
La definizione della bellezza si articola, nell'Analitica del Bello della Critica del giudizio, secondo i seguenti quattro "momenti" logici:
1. Qualità. "Il Gusto è la facoltà di giudicare un oggetto o un modo rappresentativo mediante un compiacimento, o un dispiacimento, senza alcun interesse. L'oggetto di tale compiacimento si chiama bello." (disinteresse: non è collegato alla reale esistenza dell'oggetto rappresentato.[10])
2. Quantità. (Universalità) "Bello è ciò che piace universalmente senza concetto"[11]
3. Relazione. "Bellezza è forma della conformità a scopi di un oggetto, in quanto essa viene percepita senza rappresentazione di uno scopo.[12]
4. Modalità: (finalità senza fine: l'oggetto bello non deve rispondere né a scopi utilitaristici né ad imperativi altrui; "Bello è ciò che viene riconosciuto senza concetto come oggetto di un compiacimento necessario".[13]) Non si tratta di necessità logica, ma di una necessità che, in confronto al giudizio logico, si deve definire soggettiva e che si fonda (vedi § 9) sul libero gioco delle facoltà (intelletto e immaginazione). Kant utilizza il concetto di senso comune rielaborato in chiave estetica (sensus communis aestheticus).

Kant dice che si tratta in questo caso di "una normalità senza norma", di "libero gioco di immaginazione ed intelletto" dove l'immaginazione conferisce la "libertà" dell'intuizione estetica mentre l'intelletto dà "legalità" ossia regolarità all'immaginazione, senza la quale essa sarebbe "fantasticheria fine a sé stessa" (Schwärmerei) e insensatezza (Unsinn).
La stessa contemplazione degli oggetti belli è in grado di educare il gusto estetico e di portare l'uomo al riconoscimento necessario della loro bellezza.
Poiché segue regole sue proprie, Kant tiene a sottolineare che il "bello" è diverso:
- da "piacevole": perché non è legato alle semplici sensazioni;
- da "vero": perché non ha valore conoscitivo;
- da "buono": perché non impone un dovere.

#### Il sublime
Più intenso del sentimento del bello è quello del sublime, che va distinto dal bello. Mentre quest'ultimo è qualcosa che ha forma, quindi proporzione e armonia, il sublime invece è informe ed illimitato. Inoltre, mentre la bellezza può essere attribuita agli oggetti naturali, il vero sublime non può essere riferito a tali oggetti, ma è un sentimento dell'animo:
(Critica del Giudizio, § 23, tr. it. a cura di A. Bosi, Torino, Utet, p. 220)
Il sublime può essere: 
- sublime matematico[15]
- sublime dinamico[16]

Inoltre, la sostanziale differenza tra bello e sublime in rapporto alle facoltà conoscitive è che mentre quest'ultimo è il frutto del libero gioco tra immaginazione ed intelletto, il sublime è caratterizzato dall'incommensurabilità dell'immaginazione nei confronti delle idee della ragione, determinandone un rapporto di sudditanza: questa rapporto di sproporzione genera il sentimento di "rispetto" (Achtung).
Il sentimento del sublime matematico è quello per il quale tutti noi di fronte a fenomeni di smisurata grandezza (lo spazio cosmico) o di smisurata potenza naturale (sublime dinamico), proviamo, per i nostri stessi limiti, un senso d'insufficienza, di paura, timore. Ma in un secondo tempo, quando riemerge la nostra razionale volontà, questo sentimento della propria impotenza sensibile rivela per contrasto la coscienza di una potenza illimitata, di una nostra superiorità in quanto razionalità operante che trasforma in positivo il precedente sentimento negativo.
Tanto il sublime matematico quanto quello dinamico possono a loro volta essere suddivisi in:
- sublime negativo: che esprime la nostra inferiorità nell'ambito dei fenomeni;
- sublime positivo: che esprime la nostra superiorità nell'ambito noumenico.

### Giudizio teleologico
La "Critica della facoltà teleologica di giudizio" occupa la seconda parte della "Critica della facoltà di giudizio". La sezione analizza la "conformità oggettiva della natura a scopi".
È con il giudizio teleologico (dal greco télos, "fine") che scopriamo nei fenomeni della natura una finalità. 
Sembrerebbe che tutti i regni, minerale, vegetale e animale, siano costruiti, organizzati, al fine di rendere sempre migliore la vita dell’uomo e sempre più possibile l’espressione dell’umano.»
(A. Gargano, Op. cit.)
Pur tuttavia tale finalità non è presente nella natura stessa ma ha la propria sede e giustificazione epistemologica nello stesso "giudizio riflettente", come condizione soggettiva. Esso consente, in accordo libero con le regole dell'intelletto, di "presagire", "prefigurare" la totalità dell'esperienza, totalità che dobbiamo premettere appunto nel caso, ad esempio, della conoscenza degli organismi. Pur tuttavia "tale totalità è soltanto regolativa e non si può trasformare in una concezione costitutiva".
La teleologia kantiana verrà interpretata dalla filosofia romantica successiva come inesauribile e spontanea forza vitale dove si esprime la divinità. Pur tuttavia Kant è categorico nella distinzione tra teologia e teleologia:
e aggiunge nella stessa Critica 
Dalla teleologia, che il giudizio riflettente rende visibile nel mondo della natura non è lecito desumere una teologia che dimostri l'esistenza di Dio la quale, però, non è esclusa, come supposizione, dalla speculazione kantiana quando sostiene nella nota a chiusura della Critica della ragion pura che «il fine ultimo della ragion pura è nell'ideale del sommo bene» come confermano anche gli ultimi due capitoli della metodica (Architettonica della ragion pura, Storia della ragion pura).
Quell'ideale del sommo bene, inteso come coincidenza di virtù e felicità apre la strada a quella che sarà la Critica della ragion pratica dove prevaleva un formalismo morale che ora recupera la sua oggettività ricomprendendo quella felicità separata dal bene. 

## Traduzioni italiane
integrali
- Critica del giudizio, trad. di Alfredo Gargiulo, Bari, Laterza, 1907; trad. rivista da Valerio Verra, Laterza, 1960; con Introduzione di Paolo D'Angelo, Laterza, 1997.
- Critica del giudizio, a cura di Alberto Bosi, Collezione Classici della filosofia, Torino, UTET, 1993; Milano, TEA, 1995.
- Critica della capacità di giudizio, 2 voll., a cura di Leonardo Amoroso, Collana I Classici, Milano, BUR-Rizzoli, 1995; Milano, Fabbri, 1996-1999.
- Critica della facoltà di giudizio, a cura di Emilio Garroni e Hansmichael Hohenegger, Collana Biblioteca, Torino, Einaudi, 1999; Collana PBE. Classici, Einaudi, 2011.
- Critica del giudizio, a cura di Massimo Marassi, Collana Il pensiero occidentale, Milano, Bompiani, 2004; II ed. con la Prima introduzione alla critica del giudizio, Bompiani, 2015.

parziali
- Critica del giudizio estetico (estratti), a cura di Antonio Banfi, Milano, Mondadori, 1934.
- Critica del giudizio (estratti), trad. di Giovanni Bianca, a cura di Cleto Carbonara, Torino: SEI, 1945.
- Principi di estetica (estratti), a cura di Guido De Ruggiero, Bari, Laterza, 1948.
- Prima introduzione alla Critica del giudizio (estratto), introduzione di Luciano Anceschi, trad. e note di Paolo Manganaro, Bari, Laterza, 1967.
- Il giudizio estetico (estratti, anche da altre opere), a cura di Antimo Negri, Padova, R.A.D.A.R., 1968.
- Prima introduzione alla critica del giudizio (estratto), a cura di Ermanno Migliorini, Firenze, Il Fiorino, 1968.
- Critica del giudizio (estratti), a cura di Armando Plebe, Firenze, La nuova Italia, 1969.
- Critica del giudizio. Antologia (estratti), a cura di Ermanno Migliorini, Firenze, La nuova Italia, 1977.
- Prima introduzione alla critica della capacità di giudizio (estratto), a cura di Francesco Valagussa, Milano-Udine, Mimesis, 2012.
- Critica del giudizio (estratti), a cura di Francesco Valagussa, Brescia, La Scuola, 2013.